# Təzəkənd (Şəmkir)
Təzəkənd è un comune dell'Azerbaigian situato nel distretto di Şəmkir.